# 胡熱爾維爾 (印地安納州)
胡熱爾維爾（英語：Hoosierville）是位於美國印地安納州克萊縣的一個非建制地區。該地的面積和人口皆未知。

## 地理
胡熱爾維爾的座標為39°28′30″N 87°06′30″W / 39.47500°N 87.10833°W，而該地的平均海拔高度為199米（即653英尺）。